# Rozłożnia kolczasta

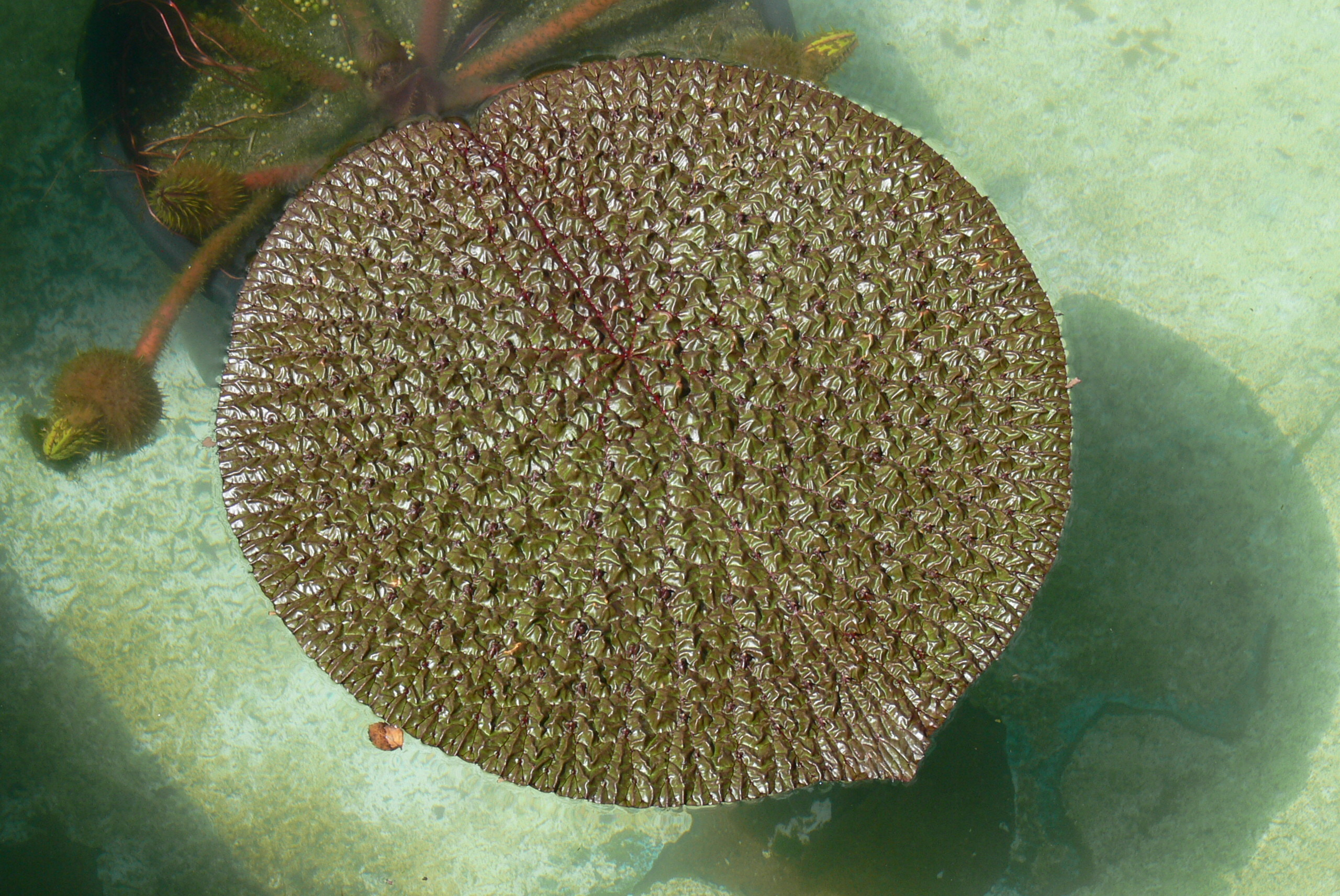
Liść

Rozłożnia kolczasta, eurjala kolczasta (Euryale ferox) – gatunek rośliny należący do rodziny grzybieniowatych. Jest jedynym przedstawicielem monotypowego rodzaju rozłożnia (zwanego też eurjalą lub diabelską głową). Rodzaj jest siostrzany dla rodzaju wiktoria (Victoria). Występuje na środkowych i tropikalnych obszarach Azji (wschodnia Rosja, Chiny, Korea Południowa, Japonia, Tajwan, Bangladesz, Indie, Mjanma). W Polsce roślina ta jest uprawiana w niektórych ogrodach botanicznych, np. w Ogrodzie Botanicznym w Krakowie. 

## Morfologia
Roślina ma ogromne, okrągłe liście o średnicy czasami przekraczającej 1 m. Ciemnozielone z wierzchu i fioletowe od spodu liście mają niepodwinięte brzegi i bardzo dobrze widoczne brązowe użyłkowanie. Na ich górnej powierzchni znajdują się ostre kolce. Blaszka liściowa między wiązkami przewodzącymi jest pęcherzykowato wydęta. Kolczaste są także ogonki liściowe i szypułki kwiatowe. Duże, różowe kwiaty wyrastają z łodygi spod spodniej strony liścia. W odróżnieniu od innych gatunków rodziny grzybieniowatych, roślina ta ma w ziarnach pyłku 3 jądra.

## Zastosowanie
- Zawierające dużo skrobi nasiona są jadalne. Chińczycy uprawiali tę roślinę od ok. 3 tysięcy lat[8]. Nasiona zbierano późnym latem lub jesienią i jedzono je na surowo lub po przegotowaniu.
- W Indiach, zwłaszcza w ich zachodniej i północnej części nasiona pieczono; zachowują się one podczas pieczenia tak, jak popcorn.
- W tradycyjnej medycynie chińskiej rozłożnia była wykorzystywana jako roślina lecznicza. Jej nasion używano do poprawienia sprawności seksualnej i podniesienia poziomu energii, spowolnienia procesu starzenia się, a także przy przedwczesnym wytrysku i polucjach[9].